# Щелканов, Николай Иванович
 Николай Иванович Щелканов  (15 октября 1924 — 16 июля 1993) — участник  Великой Отечественной войны, полный кавалер  ордена Славы.

## Биография
Родился 15 октября 1924, в крестьянской семье. Окончил школу-пятилетку. После окончания школы работал на шахте. В  Красную Армию, призван в августе 1942.  В боях принимал участие с декабря 1942. 13 января 1944 совместно с разведывательным отрядом уничтожил 3 нацистов и захватил 5 «языков». 25 июля того же года, награждён медалью «За отвагу». 9 мая 1944, во время освобождения  Севастополя, уничтожил 10 нацистов и захватил важные немецкие документы. 20 мая того же года, награждён  орденом Славы III степени. Во-время  Восточно-Прусской наступательной операции, захватил в плен 7 «языков», чем обеспечил командование полезными разведданными. 22 марта того же года награждён  орденом Славы II степени. 8 апреля 1945 во время  взятия Кёнигсберга, обнаружил скопление живой силы противника. Доложив о ситуации командованию, произошёл бой, во-время этого боя было уничтожено 40 немцев и 10 взяты в плен. 29 июня 1945, награждён орденом Славы I степени. За время  Великой Отечественной войны был трижды ранен. Демобилизован в марте 1947. Работал на заводе, затем в городском ремонтно-строительном управлении. Умер 16 июля 1993 в Киселёвске. Похоронен там же.

## Награды
- Орден Славы I степени (№ 108190; 29 июня 1945);
- Орден Славы II степени (№ 14249; 22 мая 1945);
- Орден Славы III степени (№ 1897; 20 мая 1944);
- Орден Отечественной войны I степени (11 марта 1985);
- Медаль «За отвагу» (25 января 1944).